# Folkunga landskommun
Folkunga landskommun var en tidigare kommun i Östergötlands län. 

## Administrativ historik
Den bildades som så kallad storkommun vid kommunreformen 1952 genom sammanläggning av kommunerna Appuna, Hogstad, Hov, Kumla, Rinna och Väderstad.
Vid nästa kommunreform år 1971 delades Folkunga i tre delar. En del som bestod av Hovs församling gick till Vadstena kommun. En andra del bestående av Appuna, Hogstads, Kumla och Väderstads församlingar gick till Mjölby kommun och en sista del bestående av Rinna församling gick till Boxholms kommun.
Kommunkoden var 0507.

### Kyrklig tillhörighet
I kyrkligt hänseende tillhörde kommunen församlingarna Appuna, Hogstad, Hov, Kumla, Rinna och Väderstad.

## Geografi
Folkunga landskommun omfattade den 1 januari 1952 en areal av 207,02 km², varav 192,90 km² land.

### Tätorter i kommunen 1960
I Folkunga landskommun fanns tätorten Väderstad, som hade 371 invånare den 1 november 1960. Tätortsgraden i kommunen var då 13,1 procent.

## Politik

### Mandatfördelning i valen 1950–66
| 13 | 11 | 4 | 2 |

| 30 |

| 13 | 10 | 4 | 3 |

| 28 |

| 12 | 11 | 3 | 4 |

| 28 |

| 12 | 11 | 3 | 4 |

| 28 |

| 10 | 12 | 3 |  | 4 |

| 26 |